# Gieterijstraat
De Gieterijstraat is een straat in Brugge.

## Beschrijving
In het gebied ten westen van de Ezelstraat werd rond 1850 door Joseph De Jaegher een straat getrokken vanaf de Gulden-Vlieslaan, om zijn aldaar gebouwde ijzer- en staalgieterij te bereiken. Het lag voor de hand dat het stadsbestuur in 1879 de naam Gieterijstraat gaf.
Na enkele decennia ging de firma failliet. Een naamloze vennootschap gesticht in 1903 onder de naam La Brugeoise usines métallurgiques verplaatste de gieterij naar andere oorden, maar de naam van de straat bleef. Meer dan honderd jaar later is de onderneming nog steeds actief, als onderdeel van de multinationale onderneming Bombardier.
De straat loopt van de Gulden-Vlieslaan tot aan de Raamstraat.